# ستيفان أندرسون (لاعب باندي)
ستيفان أندرسون (بالسويدية: Stefan Andersson)‏ هو لاعب باندي ‏ سويدي، ولد في 20 مايو 1969.